# Australia na Letnich Igrzyskach Olimpijskich 1904
Australię na Letnich Igrzyskach Olimpijskich 1904 reprezentowało 3 zawodników, wyłącznie mężczyzn. Wszystkie medale dla Australii zdobył pływak - Francis Gailey, który do 2009 roku był uznawany za Amerykanina.

## Zdobyte medale
| Medal  | Zawodnik       | Dyscyplina | Konkurencja                | Rezultat | Data       |
| ------ | -------------- | ---------- | -------------------------- | -------- | ---------- |
| Srebro | Francis Gailey | Pływanie   | 220 jardów stylem dowolnym | 2:46,0   | 6 września |
| Srebro | Francis Gailey | Pływanie   | 440 jardów stylem dowolnym | 6:22,0   | 7 września |
| Srebro | Francis Gailey | Pływanie   | 880 jardów stylem dowolnym | 13:23,4  | 7 września |
| Brąz   | Francis Gailey | Pływanie   | 1 mila stylem dowolnym     | 28:54,0  | 6 września |

## Skład reprezentacji

### Lekkoatletyka
| Zawodnik                   | Konkurencja        | Eliminacje | Eliminacje | Finał | Finał   |
| Zawodnik                   | Konkurencja        | Wynik      | Miejsce    | Wynik | Miejsce |
| -------------------------- | ------------------ | ---------- | ---------- | ----- | ------- |
| Corrie Gardner             | 110 m przez płotki | 16,4       | 4.         | NQ    | NQ      |
| Corrie Gardner             | skok w dal         | NO         | NO         | NO    | NO      |
| Leslie Mitchell MacPherson | 110 m przez płotki | NO         | NO         | NO    | NO      |
| Leslie Mitchell MacPherson | 400 m przez płotki | NO         | NO         | NO    | NO      |

### Pływanie
| Zawodnik       | Konkurencja         | Finał   | Finał   |
| Zawodnik       | Konkurencja         | Czas    | Miejsce |
| -------------- | ------------------- | ------- | ------- |
| Francis Gailey | 220 yardów dowolnym | 2:46,0  | srebro  |
| Francis Gailey | 440 yardów dowolnym | 6:22,0  | srebro  |
| Francis Gailey | 880 yardów dowolnym | 13:23,4 | srebro  |
| Francis Gailey | 1 mila dowolnym     | 28:54,0 | brąz    |